# KKBニュース6:00
『KKBニュース6:00』（ケイケイビーニュースろくまるまる）は、1986年9月29日から1987年10月16日まで1年間、鹿児島放送が平日夕方に生放送されていた鹿児島県向けのローカルワイドニュース番組である。

## 概要
- 鹿児島放送（KKB）の開局から4年間放送されていた『KKBニュース』（第1期）の後継番組で、こちらは夕方ワイド番組としてスタートした。

- 番組前半にはテレビ朝日発の全国ニュース『ANNニュースレーダー』を伝え、後半ではスタジオから鹿児島県内のニュースとスポーツニュースを伝えていた。

- 天気予報はこの番組とは別に、18:40からの単独ミニ番組として放送されていた（後に18:45スタートに繰り下げ）。その後は、『藤子不二雄劇場』（アニメ）が放送されていた。

- しかし、『ニュースシャトル ANN』の立ち上げに伴い、番組は1年で終了。18時台のみが後継番組の『KKBニュース』（第2期）となって存続し、全国ニュースパートは19:20からの『ニュースシャトル ANN』へと分離された。

## 放送時間
- 月曜 - 金曜 18:00 - 18:40（1986年9月29日 - 1987年3月27日）
- 月曜 - 金曜 18:00 - 18:45（1987年3月30日 - 1987年10月16日）

## メインキャスター
- 喜田治男
- 狩野恵子